# Euphorbia duranii
Euphorbia duranii là một loài thực vật thuộc họ Euphorbiaceae. Đây là loài đặc hữu của Madagascar. Chúng hiện đang bị đe dọa vì mất môi trường sống.